# Velódromo de Londres

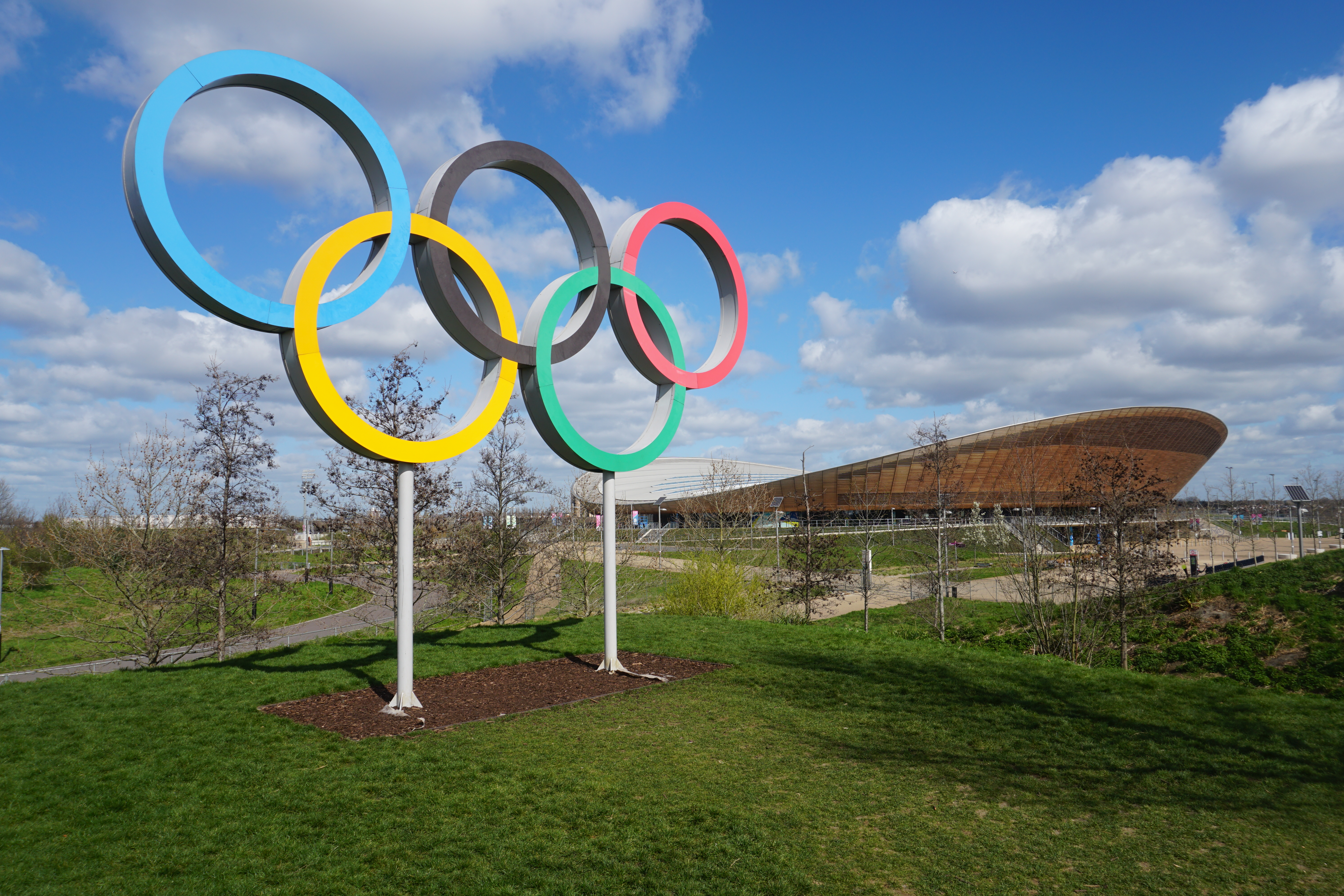
O parque em abril de 2012

O Lee Valley VeloPark (também conhecido como Velódromo de Londres) é um centro de ciclismo no parque olímpico rainha Elizabel, em Stratford, leste de Londres. 
Pertence e é gerenciado pela autoridade do Parque Regional Lee Valley, e foi aberto ao público em março de 2014. A instalação foi um dos locais permanentes dos Jogos Olímpicos e Paraolímpicos de 2012.
O Lee Valley VeloPark fica no extremo norte do Parque Olímpico Rainha Isabel. Possui um velódromo e pista de corrida de BMX, usados nos Jogos, além de um percurso de 1,6 km e 8 km de trilhas de mountain bike. O parque substitui o Eastway Cycle Circuit demolido para dar lugar a ele. As instalações feitas para as Olimpíadas foram construídas entre 2009 e 2011. O primeiro evento no VeloPark foi a rodada de Londres da Copa do Mundo de BMX 2011.